# MetroRock
MetroRock es un Festival urbano de música que se desarrolla en Madrid (España) en el mes de junio. Hoy día, se ha convertido en una de las propuestas musicales independientes más consolidadas, que cuenta con el respaldo de un público joven y exigente que año tras año responde a su convocatoria.[cita requerida]

## Historia

### Inicios
Metrorock comienza su andadura en el año 1999 cuando Domingo J. Casas (conocido fotógrafo musical) y Roberto Azorín Durruty (exdirector de Radio Vinilo, Cadena Top, Radio Cocodrilo, director de programas de Radio 4 y productor de El Mar no cesa de Héroes del Silencio) deciden montar una exposición de fotografías de los mejores fotógrafos musicales de España. En esta primera edición 1999, también intervino Tony Prats como director ejecutivo de Working Week, agencia que se ocupó de la producción y coordinación del evento.  Esta iniciativa se pasó a llamar FotoRock, y tuvo lugar en las estaciones de Nuevos Ministerios y Mar de Cristal, donde también se desarrollaron conciertos de Rock. 
Aquellas primeras ediciones de FotoRock,pasaron a denominarse Metrorock con la marcha de Domingo J. Casas y la incorporación de Ramón Martín Sanchez como productor asociado de estos eventos, (profesional de managment artístico con grupos como la frontera, Los Ronaldos o Hamlet). Metrorock continuó en escenarios montados en distintas estaciones de Metro. Allí se dieron cita artistas como Amaral, Sôber, Raimundo Amador, Javier Álvarez, Miguel Ríos, Obús, Luis Eduardo Aute, O'funk'illo, La Frontera, Frank T, La Excepción, Celtas Cortos, Hamlet, Sexy Sadie, y muchos otros. La respuesta del público fue tal (hasta 10 000 jóvenes en la edición de 2003) que el festival tuvo que buscar nuevo emplazamiento. Tanto esta como las sucesivas ediciones del festival contaron con la colaboración del Metro, la Comunidad de Madrid y el Ayuntamiento de Madrid, a los que se irían sumando empresas colaboradoras y patrocinadores de primer orden.

### MetroRock 2004
La primera edición al aire libre de MetroRock tuvo lugar en la explanada del lago de la Casa de Campo. MetroRock 2004 contó en su cartel con, entre otros: Sôber, Macaco, Las Niñas, Sfdk, Alex Sintek, Mürfila, O'funk'illo, Violadores del Verso. Actuaron los días 25 y 26 de junio de 2004 ante más de 26 000 personas.

### MetroRock 2005
2005 supuso el salto de MetroRock a un nuevo emplazamiento, donde se celebra en la actualidad: la explanada de olivos del Parque Juan Carlos I, un espacio verde que hoy día se ha convertido en una de las señas de identidad del festival.
Para el cartel de este año se contó con nombres como Beck, Morcheeba, Zuco 103, Ocean Colour Scene), artistas nacionales como (Bebe, Elefantes, Siniestro Total, Amparanoia) y bandas cuya proyección confirmaron sobre los dos escenarios de MetroRock (Muchachito Bombo Infierno, Sidonie, Savia).
30.000 personas pasaron por el Parque durante los dos días de festival que se caracterizó por la ausencia de incidentes y el cuidado del Juan Carlos I que demostraron los asistentes. MetroRock 2005 supuso la consolidación del festival como una de las propuestas musicales más importantes del panorama musical español.

### MetroRock 2006
El festival consolida su emplazamiento en el Parque Juan Carlos I y reafirma su concepto de programar grupos locales consagrados, bandas emergentes y artistas de primera línea de la escena internacional. Nombres como los de Franz Ferdinand, Paul Weller, The Charlatans o Matisyahu, Muchachito Bombo Infierno, Chambao, Sexy Sadie, o Solo Los Solo, El Columpio Asesino y Lori Meyers hicieron que el cartel de ese año se convirtiera en una de las propuestas más atractivas de la temporada musical en España.
El festival volvió a contar con dos escenarios, a los que se sumó un Clubbing Area con programación de DJs como Jaumëtic, Spencer Parker, junto a Karl Bartos (Kraftwert), quien actuó en el escenario principal. 33.000 asistentes respondieron ese año a la convocatoria de MetroRock.

### MetroRock 2007
Para la edición de 2007 se preparó un cartel que intentó recuperar la filosofía original del festival, con la programación de un mayor número de grupos emergentes, una muestra de tendencias que contara con el respaldo del público joven.
La programación contó con reconocidas figuras del rock internacional e importantes artistas nacionales como cabezas de cartel: Bad Religion, (MetroRock será su única actuación en Europa), My Chemical Romance (presentación en Madrid de su último trabajo discográfico) y del lado nacional, Muchachito Bombo Infierno (presenta su último disco) y Los Delinqüentes, además de la participación de los siguientes artistas: La Excepción, Canteca de Macao, Enter Shikari, Billy Talent, Estirpe, Lagarto Amarillo, Mendetz, Swanboy, The Pinker Tones y Savia. Las actuaciones se repartieron en dos escenarios.